# Danilo Dias
Danilo Leandro Dias, né le 6 novembre 1985 dans l'État de Goiás, est un footballeur brésilien évoluant au poste d'attaquant.

## Biographie
Danilo Dias quitte le Brésil et rejoint le club portugais du CS Marítimo en juin 2010. 
Il quitte le club pour rejoindre le FK Qarabağ le 30 mai 2014.

## Palmarès
- Championnat d'Azerbaïdjan : 2015